# Seznam ministrů hospodářství Slovenské republiky
Seznam ministrů hospodářství Slovenské republiky uvádí přehled všech ministrů tohoto resortu ve slovenské vládě.
| Jméno            | Nominovaný           | Od                 | Do                | Poznámka                                                                       |
| ---------------- | -------------------- | ------------------ | ----------------- | ------------------------------------------------------------------------------ |
| Ján Ducký        | KSČ                  | 12. prosince 1989  | 26. června 1990   | Ministerstvo průmyslu                                                          |
| Matej Roľko      |                      | 12. prosince 1989  | 26. června 1990   | Ministerstvo obchodu a cestovního ruchu                                        |
| Jozef Belcák     | KDH                  | 27. června 1990    | 22. dubna 1991    |                                                                                |
| Jozef Chren      | KDH                  | 27. června 1990    | 22. dubna 1991    | Ministerstvo obchodu a cestovního ruchu                                        |
| Jozef Belcák     | KDH                  | 23. dubna 1991     | 24. června 1992   |                                                                                |
| Jozef Chren      | KDH                  | 23. dubna 1991     | 18. února 1992    | Ministerstvo obchodu a cestovního ruchu                                        |
| Jana Kotová      |                      | 18. února 1992     | 24. června 1992   | Ministerstvo obchodu a cestovního ruchu                                        |
| Ľudovít Černák   | SNS                  | 24. června 1992    | 18. března 1993   |                                                                                |
| Jaroslav Kubečka | HZDS                 | 19. března 1993    | 9. listopadu 1993 |                                                                                |
| Ján Ducký        | HZDS                 | 10. listopadu 1993 | 14. března 1994   |                                                                                |
| Peter Magvaši    | SDĽ                  | 15. března 1994    | 13. prosince 1994 |                                                                                |
| Ján Ducký        | HZDS                 | 14. prosince 1994  | 26. srpna 1996    |                                                                                |
| Karol Česnek     |                      | 27. srpna 1996     | 26. února 1998    |                                                                                |
| Milan Cagala     | HZDS                 | 27. února 1998     | 29. října 1998    |                                                                                |
| Ľudovít Černák   | SDK                  | 30. října 1998     | 19. října 1999    |                                                                                |
| Ľubomír Harach   | SDKÚ                 | 20. října 1999     | 15. října 2002    |                                                                                |
| Robert Nemcsics  | ANO                  | 16. října 2002     | 9. září 2003      | Zároveň ministr pro správu a privatizaci národního majetku Slovenské republiky |
| Pavol Prokopovič | SDKÚ                 | 10. září 2003      | 23. září 2003     | Dočasně pověřen vedením ministerstva                                           |
| Pavol Rusko      | ANO                  | 23. září 2003      | 24. srpna 2005    |                                                                                |
| Ivan Mikloš      | SDKÚ                 | 24. srpna 2005     | 4. října 2005     | Dočasně pověřen řízením ministerstva                                           |
| Jirko Malchárek  | ANO                  | 4. října 2005      | 4. července 2006  |                                                                                |
| Ľubomír Jahnátek | SMER-SD              | 4. července 2006   | 9. července 2010  |                                                                                |
| Juraj Miškov     | SaS                  | 9. července 2010   | 4. dubna 2012     |                                                                                |
| Tomáš Malatinský | nestraník za SMER-SD | 4. dubna 2012      | 3. června 2014    |                                                                                |
| Pavol Pavlis     | SMER-SD              | 3. června 2014     | 6. května 2015    |                                                                                |
| Peter Kažimír    | SMER-SD              | 6. května 2015     | 16. července 2015 |                                                                                |
| Vazil Hudák      | SMER-SD              | 16. července 2015  | 23. května 2016   |                                                                                |
| Peter Žiga       | SMER-SD              | 23. května 2016    | 20. března 2020   |                                                                                |
| Richard Sulík    | SaS                  | 21. března 2020    | 31. srpna 2022    |                                                                                |
| Karel Hirman     | OĽaNO                | 13. září 2022      | 15. května 2023   |                                                                                |
| Peter Dovhun     | nestraník            | 15. května 2023    | 25. října 2023    |                                                                                |
| Denisa Saková    | HLAS-SD              | 25. října 2023     | úřadující         |                                                                                |